# Porto Katsiki

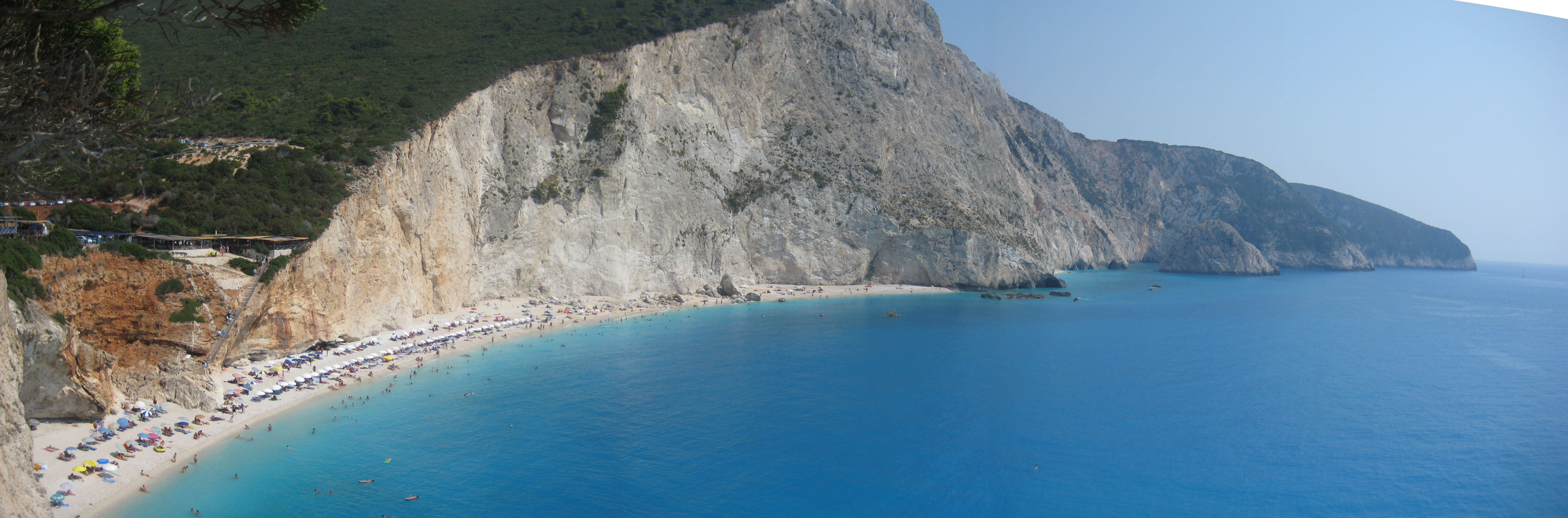
La famosa spiaggia di Porto Katsiki

Porto Katsiki è una delle spiagge dell'isola greca di Leucade. Situato a sud dell'isola, Porto Katsiki nasce a ridosso di una montagna e l'accesso alla spiaggia avviene solo attraverso scalini. La leggenda vuole che sia vicina al luogo da dove si è gettata nel vuoto la poetessa Saffo.